# Boyz
Boyz – pierwszy singel brytyjskiej wokalistki M.I.A. z drugiego albumu Kala. Utwór został napisany przez M.I.A. oraz Dj Switch'a. W grudniu 2007 piosenka została umieszczona na dziewiątym miejscu w rankingu stu najlepszych piosenek według magazynu "Rolling Stone".

## Teledysk
Teledysk do singla został wyreżyserowany przez Jasona Williamsa i nakręcony na Jamajce pod koniec kwietnia 2007. Na początku maja w internecie pojawiły się pierwsze fotografie z teledysku. W klipie M.I.A. śpiewa i tańczy w towarzystwie kilku mężczyzn wykonujących taniec jamajski. W jednej ze scen można zobaczyć M.I.A. tańczącą wokół nieistniejącego samochodu. Wideo miało premierę na oficjalnej stronie internetowej M.I.A. oraz na stronie MySpace 10 czerwca 2007.

## Listy utworów, formaty i wersje singla
Promo CD
1. "Boyz" – 3:28
2. "Boyz" [a cappella] – 3:00
3. "Boyz" [instrumental] – 3:29

12" vinyl
1. "Boyz" [album version] – 3:28

U.S. CD single (Enhanced EP)/USB wristband
1. "Boyz" – 3:28
2. "Boyz" [a cappella] – 3:00
3. "Boyz" [instrumental] – 3:29
4. Photos
5. Remixes
6. Video
7. Making of the Video Part 1

## Listy przebojów
| Lista (2007)                                 | Pozycja |
| -------------------------------------------- | ------- |
| U.S. Billboard Hot Singles Sales             | 7       |
| U.S. Billboard Hot R&B/Hip-Hop Singles Sales | 13      |
| Kanada                                       | 7       |
| U.S. Billboard Hot Dance Singles Sales       | 3       |

| Lista (2008)           | Pozycja |
| ---------------------- | ------- |
| U.S. Billboard Pop 100 | 99      |